# Onada Draupner
L'onada Draupner o onada de l'Any Nou fou la primera onada gegant mai detectada per un aparell de mesura. Fou observada a la plataforma petroliera Draupner al Mar del Nord davant de la costa de Noruega l'1 de gener de 1995. En una zona amb onades d'alçada màxima d'aproximadament 12 metres, l'onada detectada va tenir una alçada màxima de 25.6 metres (18.5 metres sobre el nivell d'aigua plana). Abans d'aquella mesura, no hi havia cap evidència instrumental enregistrada de l'existència d'onades gegants– només proves anecdòtiques proporcionades pels qui les havien vist al mar, tot i que naus com el de vaixell meteorològic britànic Weather Reporter havia enregistrat onades molt grans que no diferien prou de les seves veïnes per a ser considerades gegants.
La plataforma va patir danys menors durant aquest esdeveniment, confirmant la validesa de la lectura feta per un làser-telèmetre que apuntava cap a la superfície del mar.